# Journal of The Franklin Institute
Il Journal of The Franklin Institute è una rivista scientifica statunitense, afferente al Franklin Institute ed è una delle più antiche riviste ancora in vita. Fu fondata nel 1826 e si occupava di brevetti ottenuti negli USA e di svariati argomenti scientifici, ad oggi si occupa principalmente di matematica applicata.